# Bachivillers
Bachivillers est une ancienne commune française située dans le département de l'Oise en région Hauts-de-France.
Elle a fusionné le 1er janvier 2019 avec Fresneaux-Montchevreuil pour former la commune nouvelle de Montchevreuil, dont elle devient une commune déléguée.

## Géographie
Bachivillers est un village rural situé en limite sud du pays de Thelle à 17 km à l'est de Gisors et 22 km au sud-ouest de Beauvais.
Traversé par les routes départementales D3 sur l'axe nord / sud et D115 du nord-est au sud-ouest.
| Hardivillers-en-Vexin | Jouy-sous-Thelle | Le Mesnil-Théribus      |
|                       | Bachivillers     | Fresneaux-Montchevreuil |
| Boissy-le-Bois        | Fleury           | Senots                  |

## Toponymie
Le nom est attesté sous la forme Bechinviller en 1155 et Bechevillers en 1178. Il s'agit d'un composé d'un nom d'homme germanique *Bachilo, Bekkin, ou Bachin et du bas latin villare « écart, ferme, hameau », dérivé du latin villa,.

## Histoire
Les communes de Fresneaux-Montchevreuil et de Bachivillers membres respectivement de la communauté de communes des Sablons et de communauté de communes du Vexin Thelle, décident, en conseil municipal, sans consultation des habitants et après une réunion d'informations tenue dans chaque village, de fusionner pour former le 1er janvier 2019 la commune nouvelle de Montchevreuil, dont elles deviennent des communes déléguées,.

## Politique et administration

### Rattachements administratifs et électoraux
Fresneaux-Montchevreuil se trouve dans l'arrondissement de Beauvais du département de l'Oise. Pour l'élection des députés, elle fait partie depuis 1988 de la deuxième circonscription de l'Oise.
La commune faisait partie depuis 1801 du canton de Chaumont-en-Vexin. Dans le cadre du redécoupage cantonal de 2014 en France, elle y était restée rattachée, avant la fusion de 2018.

### Intercommunalité
Bachivillers faisait partie de la communauté de communes du Vexin Thelle jusqu'à sa fusion avec Fresneaux-Montchevreuil.

### Liste des maires
| Période                                  | Période       | Identité        | Étiquette                        | Qualité                          |
| ---------------------------------------- | ------------- | --------------- | -------------------------------- | -------------------------------- |
| Les données manquantes sont à compléter. |               |                 |                                  |                                  |
| 1826                                     |               | Nicolas Legrand |                                  |                                  |
| 1944                                     | 1947          | Émile Rousselin | SFIO-Front national (Résistance) | Journalier, ancien résistant FTP |
| 1969                                     | 1989          | Hubert Labuset  |                                  |                                  |
| Les données manquantes sont à compléter. |               |                 |                                  |                                  |
| mars 2001                                | 2008          | Roger Guérard   | DVD                              | Chef d'entreprise                |
| mars 2008                                | décembre 2018 | Éric Marchal    | DVG                              | Éducateur technique.             |

| Période      | Période  | Identité     | Étiquette | Qualité             |
| ------------ | -------- | ------------ | --------- | ------------------- |
| janvier 2019 | En cours | Éric Marchal | DVG       | Éducateur technique |

## Population et société

### Démographie
Évolution démographique
L'évolution du nombre d'habitants est connue à travers les recensements de la population effectués dans la commune depuis 1793. Pour les communes de moins de 10 000 habitants, une enquête de recensement portant sur toute la population est réalisée tous les cinq ans, les populations de référence des années intermédiaires étant quant à elles estimées par interpolation ou extrapolation. Pour la commune, le premier recensement exhaustif entrant dans le cadre du nouveau dispositif a été réalisé en 2008.

En 2016, la commune comptait 501 habitants, en évolution de +15,97 % par rapport à 2010 (Oise : +0,87 %, France hors Mayotte : +2,11 %).
| 1793 | 1800 | 1806 | 1821 | 1831 | 1836 | 1841 | 1846 | 1851 |
| ---- | ---- | ---- | ---- | ---- | ---- | ---- | ---- | ---- |
| 268  | 288  | 260  | 305  | 287  | 294  | 273  | 270  | 295  |

| 1856 | 1861 | 1866 | 1872 | 1876 | 1881 | 1886 | 1891 | 1896 |
| ---- | ---- | ---- | ---- | ---- | ---- | ---- | ---- | ---- |
| 296  | 285  | 280  | 254  | 241  | 237  | 244  | 236  | 242  |

| 1901 | 1906 | 1911 | 1921 | 1926 | 1931 | 1936 | 1946 | 1954 |
| ---- | ---- | ---- | ---- | ---- | ---- | ---- | ---- | ---- |
| 265  | 254  | 231  | 223  | 212  | 196  | 215  | 168  | 212  |

| 1962 | 1968 | 1975 | 1982 | 1990 | 1999 | 2006 | 2008 | 2013 |
| ---- | ---- | ---- | ---- | ---- | ---- | ---- | ---- | ---- |
| 163  | 188  | 176  | 165  | 256  | 346  | 402  | 418  | 460  |

| 2016 | - | - | - | - | - | - | - | - |
| ---- | - | - | - | - | - | - | - | - |
| 501  | - | - | - | - | - | - | - | - |

Pyramide des âges en 2007
La population de la commune est relativement jeune. Le taux de personnes d'un âge supérieur à 60 ans (12,9 %) est en effet inférieur au taux national (21,6 %) et au taux départemental (17,5 %).
Contrairement aux répartitions nationale et départementale, la population masculine de la commune est supérieure à la population féminine (52,2 % contre 48,4 % au niveau national et 49,3 % au niveau départemental).
La répartition de la population de la commune par tranches d'âge est, en 2007, la suivante :
- 52,2 % d’hommes (0 à 14 ans = 31,7 %, 15 à 29 ans = 13,3 %, 30 à 44 ans = 22,9 %, 45 à 59 ans = 21,1 %, plus de 60 ans = 11 %) ;
- 47,8 % de femmes (0 à 14 ans = 17,5 %, 15 à 29 ans = 17 %, 30 à 44 ans = 25,5 %, 45 à 59 ans = 25 %, plus de 60 ans = 15 %).

| Hommes | Classe d’âge | Femmes |
| ------ | ------------ | ------ |
| 0,0    | 90 ans ou +  | 0,0    |
| 3,2    | 75 à 89 ans  | 5,0    |
| 7,8    | 60 à 74 ans  | 10,0   |
| 21,1   | 45 à 59 ans  | 25,0   |
| 22,9   | 30 à 44 ans  | 25,5   |
| 13,3   | 15 à 29 ans  | 17,0   |
| 31,7   | 0 à 14 ans   | 17,5   |

| Hommes | Classe d’âge | Femmes |
| ------ | ------------ | ------ |
| 0,2    | 90 ans ou +  | 0,8    |
| 4,5    | 75 à 89 ans  | 7,1    |
| 11,0   | 60 à 74 ans  | 11,5   |
| 21,1   | 45 à 59 ans  | 20,7   |
| 22,0   | 30 à 44 ans  | 21,6   |
| 20,0   | 15 à 29 ans  | 18,5   |
| 21,3   | 0 à 14 ans   | 19,9   |

### Enseignement
Les enfants du village sont scolarisés en 2016 au sein d'un regroupement pédagogique intercommunal (RPI) composé alors de Bachivillers — qui héberge la cantine ainsi que le service périscolaire, et accueille les deux tiers des 138 élèves concernés — Boissy-le-Bois, Enencourt-le-Sec, Hardivillers et Thibivillers.

### Cultes
Pour les catholiques, la paroisse de Paroisse Bienheureux-Marcel-Callo de Chaumont-en-Vexin dispose de l'église Saint-Sulpice.

## Culture locale et patrimoine

### Lieux et monuments

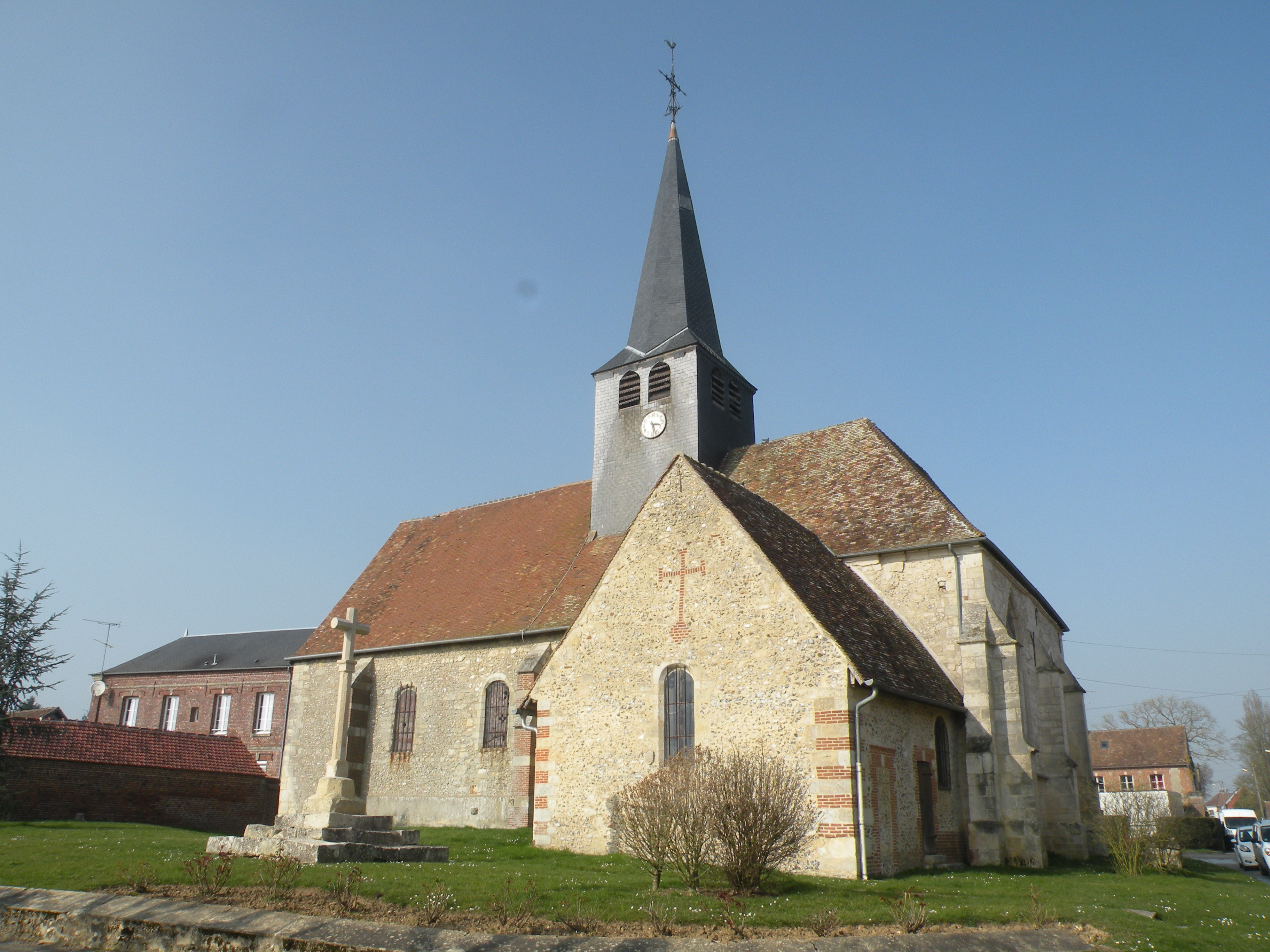
L'église.

- L'église Saints-Sulpice-et-Lucien, construite en silex et comprenant des décorations et du mobilier liturgique datant du XVIe au XVIIIe siècle. Elle est remarquable pour ses trois magnifiques vitraux à remplage flamboyant de son chœur[18].

### Personnalités liées à la commune
- Mary Cassatt (1844-1926), artiste-peintre américaine. Elle est locataire du château de la commune de 1891 à 1893 et y a peint une grande toile destinée au pavillon de la Femme de l'Exposition universelle de Chicago (1893). Puis en 1894, elle s'installe au Mesnil-Théribus [19]
- Maurice Couve de Murville (1907 - 1999), ancien Premier ministre du président de Gaulle de 1968 à 1969, possédait une maison à Bachivillers. Une rue de la commune porte d'ailleurs son nom depuis 2008.
- l'actrice Junie Astor (1911- 1967) y avait une maison, où elle recevait des personnalités du monde du cinéma.
- la romancière américaine Carson McCullers (1917 - 1967) vécut quelque temps dans l'ancien presbytère de Bachivillers qu'elle avait acquis avec son mari, le capitaine Reeves McCullers, après la Seconde Guerre mondiale.

### Héraldique
| Blason de Bachivillers | Blason  | D'argent à neuf merlettes de gueules ordonnées en orle |
| Blason de Bachivillers | Détails | Le statut officiel du blason reste à déterminer.       |